# Pseudosinghala vorstmanni
Pseudosinghala vorstmanni är en skalbaggsart som beskrevs av Heller 1891. Pseudosinghala vorstmanni ingår i släktet Pseudosinghala och familjen Rutelidae. Inga underarter finns listade i Catalogue of Life.